# Lista kanałów księżycowych

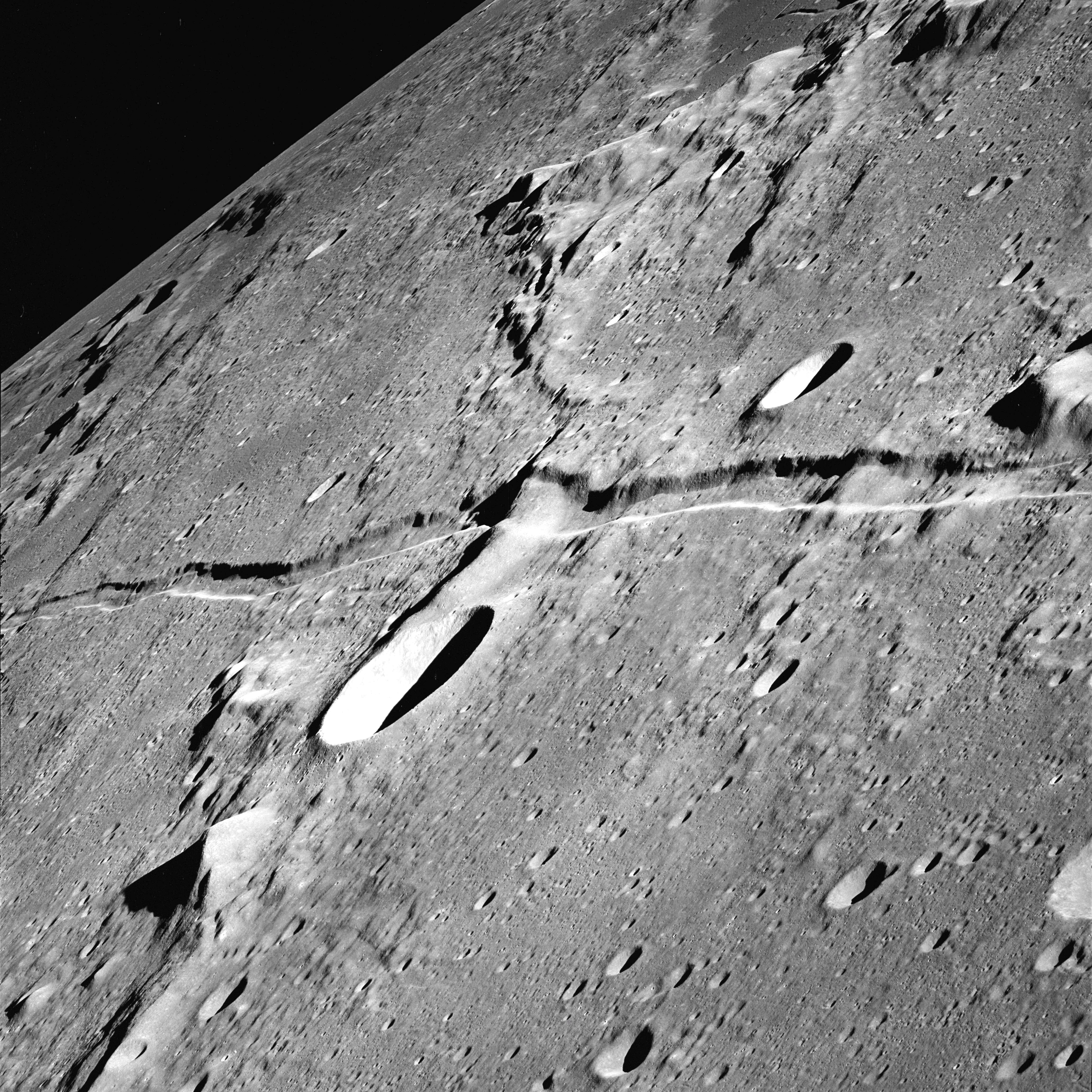
Rima Ariadaeus

Lista kanałów księżycowych (łac. Rima) zawiera występujące na powierzchni mórz księżycowych pęknięcia skorupy. Termin ten oznacza rów lub szczelinę. Jest to wąska rozpadlina na powierzchni Księżyca. W przeszłości kanały księżycowe mogły być wypełnione lawą lub też być podziemnymi tunelami lawowymi, które zapadły się, gdy przepływ lawy ustał. Grupy pęknięć nazywane są łacińskim słowem Rimae.

## Rima
| Nazwa              | Koordynaty                             | Średnica | Źródło nazwy                         |
| ------------------ | -------------------------------------- | -------- | ------------------------------------ |
| Rima Agatharchides | ☾ 20,0°S 28,0°W/-20,000000 -28,000000  | 50 km    | od pobliskiego krateru Agatharchides |
| Rima Agricola      | ☾ 29,0°N 53,0°W/29,000000 -53,000000   | 110 km   | od pobliskich gór Montes Agricola    |
| Rima Archytas      | ☾ 53,0°N 3,0°E/53,000000 3,000000      | 90 km    | od pobliskiego krateru Archytas      |
| Rima Ariadaeus     | ☾ 6,4°N 14,0°E/6,400000 14,000000      | 250 km   | od pobliskiego krateru Ariadaeus     |
| Rima Billy         | ☾ 15,0°S 48,0°W/-15,000000 -48,000000  | 70km     | od pobliskiego krateru Billy         |
| Rima Birt          | ☾ 21,0°S 9,0°W/-21,000000 -9,000000    | 50 km    | od pobliskiego krateru Birt          |
| Rima Bradley       | ☾ 23,8°N 1,2°W/23,800000 -1,200000     | 161 km   | od pobliskiej góry Mons Bradley      |
| Rima Brayley       | ☾ 21,4°N 37,5°W/21,400000 -37,500000   | 311 km   | od pobliskiego krateru Brayley       |
| Rima Calippus      | ☾ 37,0°N 13,0°E/37,000000 13,000000    | 40 km    | od pobliskiego krateru Calippus      |
| Rima Cardanus      | ☾ 11,4°N 71,5°E/11,400000 71,500000    | 175 km   | od pobliskiego krateru Cardanus      |
| Rima Carmen        | ☾ 19,8°N 29,3°E/19,800000 29,300000    | 10 km    | hiszpańskie imię żeńskie             |
| Rima Cauchy        | ☾ 10,5°N 38,0°E/10,500000 38,000000    | 140 km   | od pobliskiego krateru Cauchy        |
| Rima Cleomedes     | ☾ 27,0°N 57,0°E/27,000000 57,000000    | 80 km    | od krateru Cleomedes                 |
| Rima Cleopatra     | ☾ 30,0°N 53,8°W/30,000000 -53,800000   | 14 km    | greckie imię żeńskie                 |
| Rima Conon         | ☾ 18,6°N 2,0°E/18,600000 2,000000      | 30 km    | od pobliskiego krateru Conon         |
| Rima Dawes         | ☾ 17,5°N 26,6°E/17,500000 26,600000    | 15 km    | od pobliskiego krateru Dawes         |
| Rima Delisle       | ☾ 31,0°N 32,0°W/31,000000 -32,000000   | 60 km    | od pobliskiego krateru Delisle       |
| Rima Diophantus    | ☾ 29,0°N 33,0°W/29,000000 -33,000000   | 150 km   | od pobliskiego krateru Diophantus    |
| Rima Draper        | ☾ 18,0°N 25,0°W/18,000000 -25,000000   | 160 km   | od pobliskiego krateru Draper        |
| Rima Euler         | ☾ 21,0°N 31,0°W/21,000000 -31,000000   | 90 km    | od pobliskiego krateru Euler         |
| Rima Flammarion    | ☾ 2,8°S 5,6°W/-2,800000 -5,600000      | 80 km    | od pobliskiego krateru Flammarion    |
| Rima Furnerius     | ☾ 35,0°S 61,0°E/-35,000000 61,000000   | 50 km    | od krateru Furnerius                 |
| Rima G. Bond       | ☾ 33,3°N 35,5°E/33,300000 35,500000    | 168 km   | od pobliskiego krateru G. Bond       |
| Rima Galilaei      | ☾ 11,9°N 58,5°W/11,900000 -58,500000   | 89 km    | od pobliskiego krateru Galilaei      |
| Rima Gärtner       | ☾ 59,0°N 63,0°E/59,000000 63,000000    | 30 km    | od krateru Gärtner                   |
| Rima Gay-Lussac    | ☾ 13,0°N 22,0°W/13,000000 -22,000000   | 40 km    | od pobliskiego krateru Gay-Lussac    |
| Rima Hadley        | ☾ 25,0°N 3,0°E/25,000000 3,000000      | 80 km    | od pobliskiego krateru Mons Hadley   |
| Rima Hansteen      | ☾ 12,0°S 53,0°W/-12,000000 -53,000000  | 25 km    | od pobliskiego krateru Hansteen      |
| Rima Hesiodus      | ☾ 30,0°S 20,0°W/-30,000000 -20,000000  | 256 km   | od pobliskiego krateru Hesiodus      |
| Rima Hyginus       | ☾ 7,4°N 7,8°E/7,400000 7,800000        | 219 km   | od pobliskiego krateru Hyginus       |
| Rima Jansen        | ☾ 14,5°N 29,0°E/14,500000 29,000000    | 35 km    | od pobliskiego krateru Jansen        |
| Rima Krieger       | ☾ 29,0°N 45,6°W/29,000000 -45,600000   | 22 km    | od pobliskiego krateru Krieger       |
| Rima Mairan        | ☾ 38,0°N 47,0°W/38,000000 -47,000000   | 90 km    | od pobliskiego krateru Mairan        |
| Rima Marcello      | ☾ 18,6°N 27,7°E/18,600000 27,700000    | 2 km     | włoskie imię męskie                  |
| Rima Marius        | ☾ 16,5°N 48,9°W/16,500000 -48,900000   | 121 km   | od pobliskiego krateru Marius        |
| Rima Messier       | ☾ 1,0°S 45,0°E/-1,000000 45,000000     | 100 km   | od pobliskiego krateru Messier       |
| Rima Milichius     | ☾ 8,0°N 33,0°W/8,000000 -33,000000     | 100 km   | od pobliskiego krateru Milichius     |
| Rima Oppolzer      | ☾ 1,7°S 1,0°E/-1,700000 1,000000       | 94 km    | od pobliskiego krateru Oppolzer      |
| Rima Réaumur       | ☾ 3,0°S 3,0°E/-3,000000                | 30 km    | od pobliskiego krateru Réaumur       |
| Rima Reiko         | ☾ 18,6°N 27,7°E/18,600000 27,700000    | 2 km     | japońskie imię żeńskie               |
| Rima Rudolf        | ☾ 19,6°N 29,6°E/19,600000 29,600000    | 8 km     | niemieckie imię męskie               |
| Rima Schröter      | ☾ 1,0°N 6,0°W/1,000000 -6,000000       | 40 km    | od pobliskiego krateru Schröter      |
| Rima Sharp         | ☾ 46,7°N 50,5°W/46,700000 -50,500000   | 107 km   | od pobliskiego krateru Sharp         |
| Rima Sheepshanks   | ☾ 58,0°N 24,0°E/58,000000 24,000000    | 200 km   | od pobliskiego krateru Sheepshanks   |
| Rima Siegfried     | ☾ 25,9°S 103,0°E/-25,900000 103,000000 | 14 km    | niemieckie imię męskie               |
| Rima Suess         | ☾ 6,7°N 48,2°E/6,700000 48,200000      | 165 km   | od pobliskiego krateru Suess         |
| Rima Sung-Mei      | ☾ 24,6°N 11,3°E/24,600000 11,300000    | 4 km     | chińskie imię żeńskie                |
| Rima T. Mayer      | ☾ 13,0°N 31,0°W/13,000000 -31,000000   | 50 km    | od pobliskiego krateru T. Mayer      |
| Rima Vladimir      | ☾ 25,2°N 0,7°W/25,200000 -0,700000     | 14 km    | słowiańskie imię męskie              |
| Rima Wan-Yu        | ☾ 20,0°N 31,5°W/20,000000 -31,500000   | 12 km    | chińskie imię żeńskie                |
| Rima Yangel'       | ☾ 16,7°N 4,6°E/16,700000 4,600000      | 30 km    | od pobliskiego krateru Yangel'       |
| Rima Zahia         | ☾ 25,0°N 29,5°W/25,000000 -29,500000   | 16 km    | arabskie imię żeńskie                |

## Rimae (grupy kanałów)
| Nazwa                  | Koordynaty                            | Średnica | Źródło nazwy                            |
| ---------------------- | ------------------------------------- | -------- | --------------------------------------- |
| Rimae Alphonsus        | ☾ 14,0°S 2,0°W/-14,000000 -2,000000   | 80 km    | od krateru Alphonsus                    |
| Rimae Apollonius       | ☾ 5,0°N 53,0°E/5,000000 53,000000     | 230 km   | od pobliskiego krateru Apollonius       |
| Rimae Archimedes       | ☾ 26,6°N 4,1°W/26,600000 -4,100000    | 169 km   | od pobliskiego krateru Archimedes       |
| Rimae Aristarchus      | ☾ 26,9°N 47,5°W/26,900000 -47,500000  | 121 km   | od pobliskiego krateru Aristarchus      |
| Rimae Arzachel         | ☾ 18,0°S 2,0°W/-18,000000 -2,000000   | 50 km    | od krateru Arzachel                     |
| Rimae Atlas            | ☾ 47,5°N 43,6°E/47,500000 43,600000   | 60 km    | od krateru Atlas                        |
| Rimae Bode             | ☾ 10,0°N 4,0°W/10,000000 -4,000000    | 70 km    | od pobliskiego krateru Bode             |
| Rimae Boscovich        | ☾ 9,8°N 11,1°E/9,800000 11,100000     | 40 km    | od krateru Boscovich                    |
| Rimae Bürg             | ☾ 44,5°N 23,8°E/44,500000 23,800000   | 147 km   | od pobliskiego krateru Bürg             |
| Rimae Chacornac        | ☾ 29,0°N 32,0°E/29,000000 32,000000   | 120 km   | od pobliskiego krateru Chacornac        |
| Rimae Daniell          | ☾ 37,0°N 26,0°E/37,000000 26,000000   | 200 km   | od pobliskiego krateru Daniell          |
| Rimae Darwin           | ☾ 19,3°S 69,5°W/-19,300000 -69,500000 | 143 km   | od pobliskiego krateru Darwin           |
| Rimae Doppelmayer      | ☾ 25,9°S 45,1°W/-25,900000 -45,100000 | 162 km   | od pobliskiego krateru Doppelmayer      |
| Rimae Focas            | ☾ 28,0°S 98,0°W/-28,000000 -98,000000 | 100 km   | od pobliskiego krateru Focas            |
| Rimae Fresnel          | ☾ 28,0°N 4,0°E/28,000000 4,000000     | 90 km    | od pobliskiego Promontorium Fresnel     |
| Rimae de Gasparis      | ☾ 24,6°S 51,1°W/-24,600000 -51,100000 | 93 km    | od pobliskiego krateru de Gasparis      |
| Rimae Gassendi         | ☾ 18,0°S 40,0°W/-18,000000 -40,000000 | 70 km    | od krateru Gassendi                     |
| Rimae Gerard           | ☾ 46,0°N 84,0°W/46,000000 -84,000000  | 100 km   | od pobliskiego krateru Gerard           |
| Rimae Goclenius        | ☾ 8,0°S 43,0°E/-8,000000 43,000000    | 240 km   | od pobliskiego krateru Goclenius        |
| Rimae Grimaldi         | ☾ 9,0°N 64,0°W/9,000000 -64,000000    | 230 km   | od pobliskiego krateru Grimaldi         |
| Rimae Gutenberg        | ☾ 5,0°S 38,0°E/-5,000000 38,000000    | 330 km   | od pobliskiego krateru Gutenberg        |
| Rimae Hase             | ☾ 29,4°S 62,5°E/-29,400000 62,500000  | 83 km    | od pobliskiego krateru Hase             |
| Rimae Herigonius       | ☾ 13,0°S 37,0°W/-13,000000 -37,000000 | 100 km   | od pobliskiego krateru Herigonius       |
| Rimae Hevelius         | ☾ 1,0°N 68,0°W/1,000000 -68,000000    | 182 km   | od pobliskiego krateru Heweliusz        |
| Rimae Hippalus         | ☾ 25,5°S 29,2°W/-25,500000 -29,200000 | 191 km   | od pobliskiego krateru Hippalus         |
| Rimae Hypatia          | ☾ 0,4°S 22,4°E/-0,400000 22,400000    | 206 km   | od pobliskiego krateru Hypatia          |
| Rimae Janssen          | ☾ 45,6°S 40,0°E/-45,600000 40,000000  | 114 km   | od pobliskiego krateru Janssen          |
| Rimae Kopff            | ☾ 17,4°S 89,6°W/-17,400000 -89,600000 | 41 km    | od pobliskiego krateru Kopff            |
| Rimae Liebig           | ☾ 20,0°S 45,0°W/-20,000000 -45,000000 | 140 km   | od pobliskiego krateru Liebig           |
| Rimae Littrow          | ☾ 22,1°N 29,9°E/22,100000 29,900000   | 115 km   | od pobliskiego krateru Littrow          |
| Rimae Maclear          | ☾ 13,0°S 20,0°E/-13,000000 20,000000  | 110 km   | od pobliskiego krateru Maclear          |
| Rimae Maestlin         | ☾ 2,0°N 40,0°W/2,000000 -40,000000    | 80 km    | od pobliskiego krateru Maestlin         |
| Rimae Maupertuis       | ☾ 52,0°N 23,0°W/52,000000 -23,000000  | 60 km    | od pobliskiego krateru Maupertuis       |
| Rimae Menelaus         | ☾ 17,2°N 17,9°E/17,200000 17,900000   | 131 km   | od pobliskiego krateru Menelaus         |
| Rimae Mersenius        | ☾ 21,5°S 49,2°W/-21,500000 -49,200000 | 84 km    | od pobliskiego krateru Mersenius        |
| Rimae Opelt            | ☾ 13,0°S 18,0°W/-13,000000 -18,000000 | 70 km    | od pobliskiego krateru Opelt            |
| Rimae Palmieri         | ☾ 28,0°S 47,0°W/-28,000000 -47,000000 | 150 km   | od pobliskiego krateru Palmieri         |
| Rimae Parry            | ☾ 6,1°S 16,8°W/-6,100000 -16,800000   | 82 km    | od pobliskiego krateru Parry            |
| Rimae Petavius         | ☾ 25,9°S 58,9°E/-25,900000 58,900000  | 80 km    | od pobliskiego krateru Petavius         |
| Rimae Pettit           | ☾ 23,0°S 92,0°W/-23,000000 -92,000000 | 450 km   | od pobliskiego krateru Pettit           |
| Rimae Pitatus          | ☾ 28,5°S 13,8°W/-28,500000 -13,800000 | 94 km    | od pobliskiego krateru Pitatus          |
| Rimae Platon           | ☾ 52,9°N 3,2°W/52,900000 -3,200000    | 87 km    | od pobliskiego krateru Platon           |
| Rimae Plinius          | ☾ 17,9°N 23,6°E/17,900000 23,600000   | 124 km   | od pobliskiego krateru Plinius          |
| Rimae Posidonius       | ☾ 32,0°N 28,7°E/32,000000 28,700000   | 70 km    | od pobliskiego krateru Posidonius       |
| Rimae Prinz            | ☾ 27,0°N 43,0°W/27,000000 -43,000000  | 80 km    | od pobliskiego krateru Prinz            |
| Rimae Ramsden          | ☾ 33,9°S 31,4°W/-33,900000 -31,400000 | 108 km   | od pobliskiego krateru Ramsden          |
| Rimae Repsold          | ☾ 50,6°N 81,7°W/50,600000 -81,700000  | 166 km   | od pobliskiego krateru Repsold          |
| Rimae Riccioli         | ☾ 2,0°N 74,0°W/2,000000 -74,000000    | 400 km   | od pobliskiego krateru Riccioli         |
| Rimae Ritter           | ☾ 3,0°N 18,0°E/3,000000 18,000000     | 100 km   | od pobliskiego krateru Ritter           |
| Rimae Römer            | ☾ 27,0°N 35,0°E/27,000000 35,000000   | 110 km   | od pobliskiego krateru Römer            |
| Rimae Secchi           | ☾ 1,0°N 44,0°E/1,000000 44,000000     | 35 km    | od pobliskiego krateru Secchi           |
| Rimae Sirsalis         | ☾ 15,7°S 61,7°W/-15,700000 -61,700000 | 426 km   | od pobliskiego krateru Sirsalis         |
| Rimae Sosigenes        | ☾ 8,6°N 18,7°E/8,600000 18,700000     | 190 km   | od pobliskiego krateru Sosigenes        |
| Rimae Sulpicius Gallus | ☾ 21,0°N 10,0°E/21,000000 10,000000   | 90 km    | od pobliskiego krateru Sulpicius Gallus |
| Rimae Taruntius        | ☾ 5,5°N 46,5°E/5,500000 46,500000     | 25 km    | od pobliskiego krateru Taruntius        |
| Rimae Theaetetus       | ☾ 33,0°N 6,0°E/33,000000 6,000000     | 50 km    | od pobliskiego krateru Theaetetus       |
| Rimae Triesnecker      | ☾ 4,3°N 4,6°E/4,300000 4,600000       | 215 km   | od pobliskiego krateru Triesnecker      |
| Rimae Vasco da Gama    | ☾ 10,0°N 82,0°W/10,000000 -82,000000  | 60 km    | od pobliskiego krateru Vasco da Gama    |
| Rimae Zupus            | ☾ 15,0°S 53,0°W/-15,000000 -53,000000 | 120 km   | od pobliskiego krateru Zupus            |